# Xylotrechus diversesignatus
Xylotrechus diversesignatus là một loài bọ cánh cứng trong họ Cerambycidae.